# Blauen
Blauen je obec ve švýcarském kantonu Basilej-venkov. Žije zde 691 obyvatel.

## Geografie
Obec Blauen leží v údolí Laufental, na terase na jižním svahu masivu Blaueberg (837 m). Nachází se 13 kilometrů jižně od Basileje; okresní město Laufen je vzdáleno 3 kilometry na jihozápad. Sousedními obcemi jsou Dittingen, Zwingen, Nenzlingen, Pfeffingen a Ettingen (všechny v kantonu Basilej-venkov) a dvě obce Hofstetten-Flüh a Metzerlen v kantonu Solothurn. Rozloha obce je 713 ha, z toho 34 % tvoří zemědělská půda, 60 % lesy a 6 % zastavěná plocha.

## Historie

Letecký pohled (1950)

Již v římských dobách vedla přes průsmyk Blattenpass nedaleko dnešní obce cesta spojující údolí řeky Birs s Basilejí. První zmínka o obci jako Blakwan pochází z roku 1147. V roce 1408 byli majiteli obce páni z Rotbergu a Ramsteinu. V roce 1462 přešel Blauen pod správu basilejského knížete-biskupa jako součást panství Zwingen. V roce 1490 přešel Blauen pod patronát Solothurnu a v roce 1525 přešla obec pod patronát města Basileje. V letech 1792–1793 se Blauen stal součástí Rauracké republiky, od roku 1793 byl okupován Francouzi a v roce 1815 se stal rozhodnutím Vídeňského kongresu součástí Švýcarské konfederace a byl začleněn do kantonu Bern. V otázce změny kantonu pro okres Laufen obec v obou hlasováních v letech 1983 a 1989 odsouhlasila připojení ke kantonu Basilej-venkov. Změna vstoupila v platnost v roce 1994.

## Obyvatelstvo
| Vývoj počtu obyvatel | Vývoj počtu obyvatel | Vývoj počtu obyvatel | Vývoj počtu obyvatel | Vývoj počtu obyvatel | Vývoj počtu obyvatel | Vývoj počtu obyvatel | Vývoj počtu obyvatel | Vývoj počtu obyvatel | Vývoj počtu obyvatel | Vývoj počtu obyvatel | Vývoj počtu obyvatel | Vývoj počtu obyvatel | Vývoj počtu obyvatel |
| -------------------- | -------------------- | -------------------- | -------------------- | -------------------- | -------------------- | -------------------- | -------------------- | -------------------- | -------------------- | -------------------- | -------------------- | -------------------- | -------------------- |
| Rok                  | 1771                 | 1850                 | 1870                 | 1900                 | 1930                 | 1950                 | 1960                 | 1970                 | 1980                 | 1990                 | 2000                 | 2010                 | 2020                 |
| Počet obyvatel       | 201                  | 337                  | 325                  | 295                  | 328                  | 394                  | 351                  | 345                  | 410                  | 560                  | 660                  | 692                  | 690                  |

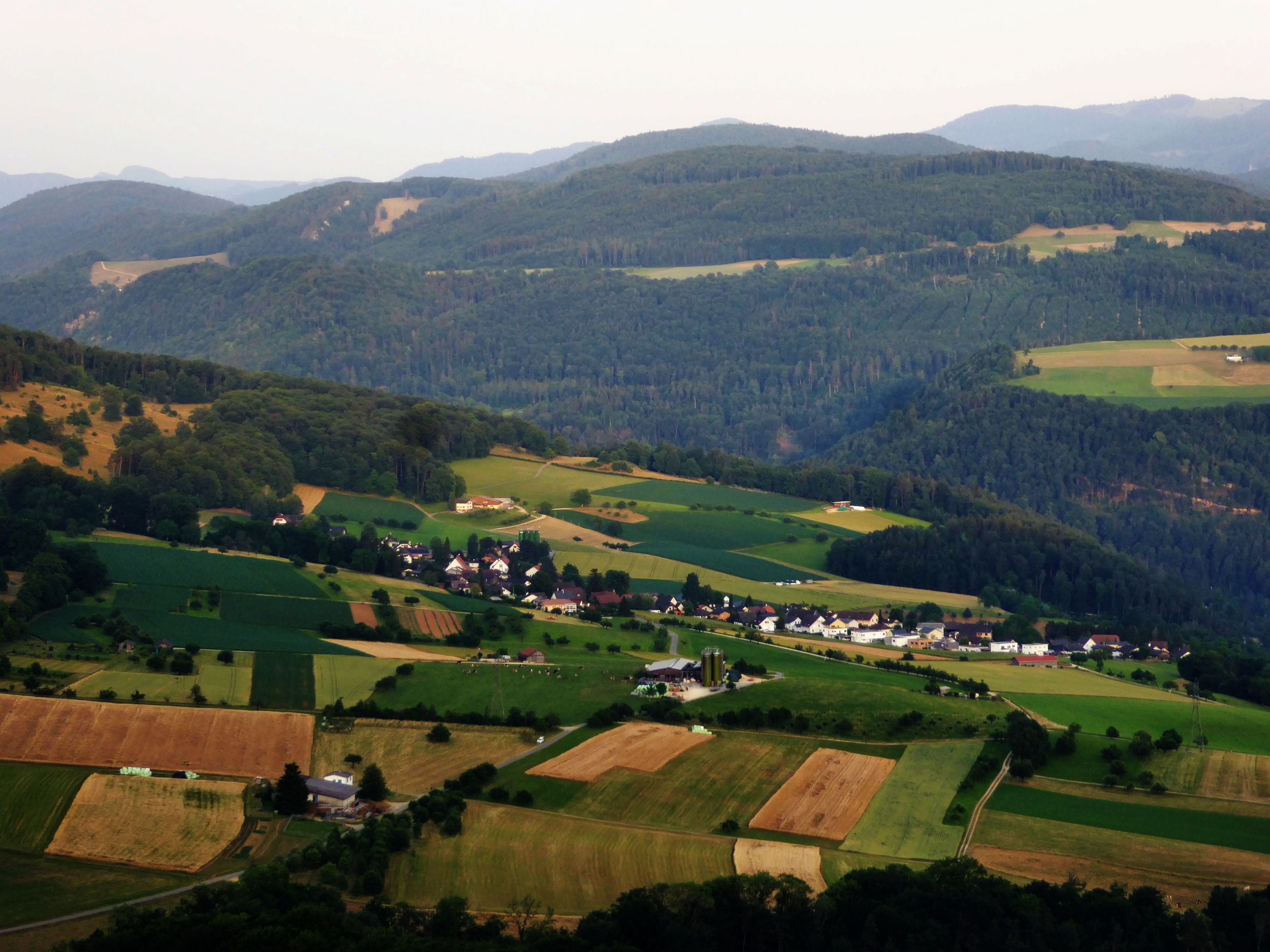
Celkový pohled na obec

54,8 % obyvatel je římskokatolického vyznání, 14,4 % protestantského vyznání, zbytek tvoří ostatní náboženství nebo obyvatelé bez vyznání. Podíl cizinců činí 10,2 % (stav k 31. 12. 2019).

## Doprava
Do obce vede pouze vedlejší silnice, vycházející v obci Zwingen z kantonální hlavní silnice č. 18 (Basilej–Laufen).
Železniční trať Basilej–Delémont prochází několik kilometrů od obce a jezdí po ní v pravidelném intervalu vlaková linka S3 basilejské S-Bahn. Do Zwingenu a Laufenu jezdí z Blauenu autobusová linka Postauto.